# Etsong (Qingdao) Vehicle Manufacturing
Etsong (Qingdao) Vehicle Manufacturing war ein Hersteller von Automobilen aus der Volksrepublik China.

## Unternehmensgeschichte
Das Unternehmen wurde 1997 gegründet. Der Sitz war in Qingdao. Beteiligt waren der chinesische Tabakkonzern Etsong und Rover. Der Bau einer Fabrik wurde im März 1998 begonnen und Ende 2000 abgeschlossen. Im Dezember 2000 wurden die ersten beiden Prototypen hergestellt. Die Serienproduktion lief von 2001 bis 2003. Der Markenname lautete Etsong. Die Verkäufe waren schlecht.
China FAW Group übernahm das Projekt und setzte ab 2003 die Produktion unter eigenem Markennamen fort. Danach versuchte sich noch die Sichuan Auto Industry Group an diesem Projekt.
Die Fabrik wurde 2005 von SAIC General Motors gekauft.

## Fahrzeuge
Etsong hatte von Rover die Rechte am Austin Maestro und Austin Montego erworben. Motoren gehörten allerdings nicht dazu. Daher kam ein Motor von Toyota zum Einsatz. Es war ein Vierzylindermotor mit 1342 cm³ Hubraum und 63 kW Leistung.
Tatsächlich gefertigt wurden der Maestro als Modell Lubao als fünftürige Kombilimousine mit dem Code QE 6400 und als Kastenwagen auf dieser Basis als QE 6440. Das QE im Code steht für den Hersteller und die 6 für Omnibus. Das bedeutet, dass Etsong nur im Besitz einer Lizenz für die Busfertigung war. 400 und 440 bezeichnet die Fahrzeuglänge in Zentimetern.
Geplant waren außerdem der Montego als viertürige Limousine mit Stufenheck und als fünftüriger Kombi sowie der Maestro als Pick-up. Eine Produktion dieser Varianten durch Etsong ist aber nicht gesichert.